# القرن (قمة)
تقع قمة القرن في البر الغربي للنيل في مواجهة مدينة طيبة القديمة (الأقصر حاليا) بمصر، والقرن هو الاسم الحديث الذي تعرف به قمة تلال طيبة والمشرفة على وادي الملوك بشكلها الهرمي المميز والتي عرفها المصريون القدماء باسم تا ديهنت (وتعني القمة بالهيروغليفية)، ولعل واجهتها الهرمية من مدخل وادي الملوك هو سبب اختيار فراعنة الدولة الحديثة لهذه البقعة تحديدا لتأسيس مدينتهم الجنائزية.

## أثرها في الثقافة المصرية القديمة
يرجع عالم المصريات كينت ويكس اختيار المصريون القدماء لهذا الموقع بسبب الشكل الهرمي المميز لقمة القرن المشرفة على وادي الملوك وهو الشكل الذي يمثل قدسية عظيمة للمصريين في ذلك الوقت، حيث استخدم الشكل الهرمي للإشارة للإله رع رب الأرباب منذ عهد الدولة القديمة وخاصة عصر بناة الأهرام.
واستخدم فراعنة الدولة الحديثة هضبة القرن وقمتها لمحاكة الأهرامات، مقابر أجدادهم الأوائل، ففي الشمال من الهضبة يوجد وادي الملوك تماما كما كانت تدفن المومياوات الملكية في الجزء الشمالي من الأهرامات، وفي الجهة الجنوبية من الهضبة يوجد وادي الملكات وهو ما كان متبع في دفن مومياوات الملكات والأمراء في الجهة الجنوبية للإهرامات.
كما كان الشكل الهرمي للهضبة دافعا لإخناتون لهجرة المدينة الجنائزية في طيبة وتشييد عاصمته الجديدة بأخت أتون (وتعني الأفق الغير منتهي لآتون بالهيروغليفية) في موقع متوسط بمصر (تل العمارنة حاليا) إشارة للأفق الواسع الذي يبدو فيه الإله الواحد آتون باسطًا نوره على مصر كلها على عكس مدينة طيبة الجنائزية الواقعة بجنوب مصر حيث مركز عبادة الإله آمون والذي أدمج مع الإله رع ليصبح الإله آمون-رع رب الأرباب في عهد الدولة الحديثة.

## المعبودات
كانت منطقة هضبة القرن والمناطق المحيطة بها مركزا لعبادة الإلهة حتحور وكذلك الإلهة ميريت سجر والتي يرمز إليها بإنثى حية الكوبرا، ويعود تصوير الإلهة ميريت سجر في صورة حية الكوبرا إلى شكل هضبة القرن؛ فحية الكوبرا عند استثارتها أو استعدادها للهجوم تحرك عضلات رقبتها فتبدو مسطحة، وهو نفس الشكل بالقرب من قمة هضبة القرن حيث بروز صخري يمتد لعدة أمتار على جانبي القمة يماثل رأس حية الكوبراعند النظر إليها من أسفل الوادي.

## تسلق القمة
يمكن الوصول لأعلى قمة القرن من خلال طريقين، الأول من الناحية المواجهة لوادي الملوك والأخرى من الناحية المواجهة لدير المدينة، ويحتاج تسلق القمة إلى قرابة التسعين دقيقة ومثلها للعودة.
ويعتبر الطريق الواجه لدير المدينة هو الأسهل لتسلق القمة، حيث قرابة 75% من الطريق نحو القمة معبدا بدرج خرساني، في حين تكمن الصعوبة في تسلق الجزء المتبقي والذي قد يحتاج الفرد لاستخدام كلتا يديه لاستكمال المشوار، وتسلق القمة لا يحتاج لأي مهارة خاصة أو معرفة مسبقة بآصول تسلق الجبال كما يعد ملائما لكبار السن، علاوة على ذلك توجد نقطتان للحراسة على مرمى طريق دير المدينة مما يضفي حسا أمنيا ويجعله الطريق الأفضل لتسلق القمة.

## وصلات خارجية
- اضغط هنا لمشاهدة مقطع فيديو منخفض الجودة لوادي الملوك من أعلى قمة القرن
- Ballade sur la Cime d'Orient et collines de Thèbes صور متعددة لقمة القرن والمنطقة المحيطة